# Valvata virens
Valvata virens es una especie de molusco gasterópodo de la familia Valvatidae en el orden de los Mesogastropoda.

## Distribución geográfica
Es  endémica de Estados Unidos. 